# DQ Herculis
DQ Herculis (auch Nova Herculis 1934) ist ein Doppelsternsystem bestehend aus einem Roten und einem Weißen Zwerg im Sternbild Herkules mit einer Entfernung von etwa 1600 Lichtjahren. Er bildet den Prototyp der sogenannten DQ-Herculis-Sterne, welche zu den Kataklysmischen Veränderlichen gehören.
Das gesamte System hat etwa eine ähnliche Masse wie die Sonne, wobei der größere Teil von etwa 0,6 Sonnenmassen auf den Weißen Zwerg fällt und der kleinere von knapp 0,4 Sonnenmassen auf den Roten Zwerg.

## Geschichte
DQ Herculis wurde als langsame Nova im Dezember 1934 entdeckt und erreichte eine Maximalhelligkeit von 1,5 mag.
Der Novaüberrest ist ein heller Kataklysmischer Veränderlicher (CV)  mit einem freirotierenden, magnetischen Weißen Zwerg.
Der Weiße Zwerg in DQ Herculis rotiert mit einer Periode von 142 Sekunden und zählt damit zu den am schnellsten rotierenden Weißen Zwergen überhaupt. Aufgrund der hohen Inklination von fast 90°, kommt es im Laufe eines Bahnumlaufs von 4,65 Stunden zur Bedeckung des Weißen Zwergs und der Akkretionsscheibe durch den Begleitstern.